# Marco Albarello
Marco Albarello (Aosta, 31 maggio 1960) è un allenatore di sci nordico ed ex fondista italiano.

## Biografia

### Carriera sciistica
In Coppa del Mondo, dove ha militato dalla stagione 1980-81 , per 18 anni , ha ottenuto il primo risultato di rilievo il 2 marzo 1984 nella 15 km di Lahti (17º), il primo podio il 15 dicembre 1990 nella 15 km a tecnica classica di Davos (2º) e la prima vittoria il 9 gennaio 1993 nella 15 km a tecnica classica di Ulrichen.
In carriera ha partecipato a quattro edizioni dei Giochi olimpici invernali (Calgary 1988, Albertville 1992, Lillehammer 1994 e Nagano 1998), vincendo cinque medaglie, e a sette dei Campionati mondiali, vincendo quattro medaglie.
Albarello ha ottenuto anche dieci titoli italiani. Si è ritirato al termine della stagione 1997-1998.

### Carriera da allenatore
Terminata la carriera agonistica è stato nominato direttore tecnico per il settore sci di fondo della Nazionale di sci nordico dell'Italia.

## Palmarès

### Olimpiadi
- 5 medaglie:
  - 1 oro (staffetta[2] a Lillehammer 1994 con Maurilio De Zolt, Giorgio Vanzetta e Silvio Fauner)
  - 3 argenti (10 km[2] e staffetta con Giuseppe Puliè, Giorgio Vanzetta e Silvio Fauner ad Albertville 1992; staffetta a Nagano 1998 con Fulvio Valbusa, Fabio Maj e Silvio Fauner)
  - 1 bronzo (10 km[2] a Lillehammer 1994)

### Mondiali
- 4 medaglie:
  - 1 oro (15 km[2] a Oberstdorf 1987)
  - 2 argenti (staffetta[2] a Seefeld in Tirol 1985; staffetta[2] a Falun 1993)
  - 1 bronzo (staffetta[2] a Thunder Bay 1995)

### Coppa del Mondo
- Miglior piazzamento in classifica generale: 5º nel 1993
- 11 podi (5 individuali, 6 a squadre[3]), compresi quelli conquistati in sede olimpica o iridata e validi ai fini della Coppa del Mondo:
  - 2 vittorie (1 individuale, 1 staffetta)
  - 8 secondi posti (4 individuali, 4 a squadre)
  - 1 terzo posto (a squadre)

#### Coppa del Mondo - vittorie individuali
| Data           | Luogo    | Paese    | Disciplina |
| -------------- | -------- | -------- | ---------- |
| 9 gennaio 1993 | Ulrichen | Svizzera | 15 km TC   |

Legenda:

TC = tecnica classica